# Šeriddin Boboev
Šeriddin Boboev (in tagico Шериддин Бобоев?; 21 aprile 1999) è un calciatore tagiko, attaccante del Ravšan.

## Palmarès

### Club

#### Competizioni nazionali
- Campionato tagiko: 5

Istiklol: 2015, 2016, 2018, 2019, 2020
- Coppa del Tagikistan: 2

Istiklol: 2018, 2019